# Бранн, Маркус
Маркус Бранн (нем. Markus Brann / Marcus Brann / Markus Mordechai / Mordechaj Brann; 1849—1920) — немецкий историк, библиограф

, педагог и раввин; профессор еврейской богословской семинарии в Бреславле.

## Биография
Маркус Бранн родился 9 июля 1849 года в польском городе Равиче в семье раввина Соломона Бранна. В 1873 году он успешно кончил Бреславльский (Вроцлавский) университет, а два года спустя завершил обучение в местной раввинской семинарии. 
Получив соответствующее образование Бранн работал учителем и состоял раввином в разных местах, до 1891 года, когда, после смерти Генрих Греца, получил кафедру еврейской истории и библейской экзегетики в Бреславльской семинарии. Бранн также редактировал 5-е издание 3-го тома, 3-е издание 10-го тома и 2-е издание 11-го тома «Истории евреев» написанной его предшественником (1905, 1897 и 1900).  
С 1890 года М. Бранн издавал еврейский альманах, «Jahrbuch zur Belehrung u. Unterhaltung», а с 1892 по 1899 редактировал вместе с Давидом Кауфманом «Monatsschrift für Gesch. u. Wissenschaft d. Judentums»; после смерти Кауфмана он стал единственным редактором-издателем этого еврейского научного журнала. 
В 1900 году Маркус Бранн, совместно с Ф. Розенталем, издал сборник в память Кауфмана при участии выдающихся учёных: «Gedenkbuch zur Erinnerung an David Kaufmann», где опубликовал свой труд под заглавием «Eine Sammlung Further Grabschriften». 
Бранн являлся одним из наиболее активных членов Общества для развития науки об иудаизме («Gesellschaft zur Forderung der Wissenschaft des Judentums») и подготовил большой труд по истории еврейских общин в Германии: «Germania Judaica». 
Бранн также принимал участие в создании Энциклопедического словаря Брокгауза и Ефрона, для которого написал две большие статьи: «Евреи» и «Еврейская литература» (с дополнениями Д. А. Хвольсона).
Маркус Бранн умер 26 сентября 1920 года в городе Бреслау и был похоронен на Старом еврейском кладбище.